# Bolívar (Uruguay)
Bolívar ist eine Ortschaft in Uruguay.

## Geographie
Bolívar befindet sich im Nordosten des Departamento Canelones in dessen Sektor 10. Bolívar liegt dabei unmittelbar am linksseitigen Ufer des Río Santa Lucía, der hier die Grenze zum Nachbardepartamento Florida bildet.

## Einwohner
Die Einwohnerzahl Bolívars beträgt 139 (Stand: 2011)
| Jahr | Einwohner |
| ---- | --------- |
| 1963 | 110       |
| 1975 | 107       |
| 1985 | 100       |
| 1996 | 152       |
| 2004 | 94        |
| 2011 | 139       |

Quelle: Instituto Nacional de Estadística de Uruguay

## In Bolívar geboren
- Néstor Feria (1894–1948), Tangosänger, Gitarrist, Komponist und Schauspieler